# Kimjongilia

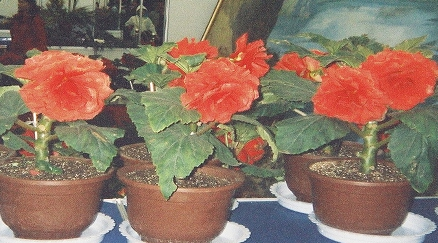
Kimjongilia

Die Kimjongilia (kor. 김정일화, 金正日花, Kimchŏngil hwa) ist eine Begonien-Hybride aus der Gruppe der Knollenbegonien.
Sie wurde 1988 zum Anlass des 46. Geburtstags von Kim Jong-il von dem japanischen Botaniker Mototeru Kamo (加茂 元照, Kamo Mototeru) aus Kakegawa gezüchtet. Eingetragen ist sie als „Begonia × tuberhybrida Voss ‘KIMJONGILHWA’“. Sie soll alljährlich zum Geburtstag von Kim Jong-il am 16. Februar blühen, die Chuch’e-Ideologie repräsentieren und für Weisheit, Liebe, Recht und Frieden stehen. In den offiziellen deutschsprachigen Veröffentlichungen Nordkoreas wird sie als Kimjongilie bezeichnet.